# Gisèle Robert
Pour les articles homonymes, voir Robert.
Gisèle Robert, née le 14 décembre 1930 à Montargis et morte le 7 janvier 2016 à Sevran, est une actrice française.

## Filmographie
- 1955 : Frou-Frou de Augusto Genina : Mistinguett
- 1955 : Quatre jours à Paris d'André Berthomieu : Gisèle
- 1957 : À la Jamaïque d'André Berthomieu : Gilda
- 1957 : L'Irrésistible Catherine de André Pergament : Miss Grenelle
- 1958 : En légitime défense d'André Berthomieu : Marcelle
- 1959 : Secret professionnel de Raoul André : Monique
- 1960 : Suspense au Deuxième Bureau de Christian de Saint-Maurice : Véra
- 1963 : Des frissons partout de Raoul André : Dodo

## Discographie
Gisèle Robert composera et interprètera en 1960 un morceau musical intitulé "Suivez le bœuf" pour la campagne éponyme conçue par Joseph Fontanet et François Missoffe pour faire baisser le prix de la viande bovine.